# Corb becample
El corb becgròs [d'Etiòpia] o corb de bec gruixut (Corvus crassirostris) és una espècie de còrvid africana de corb que comparteix el lloc de major amb el corb comú (Corvus corax).

## Descripció
Posseeix un bec negre amb punta blanca comprimit lateralment, marcadament corbat i amb profundes fosses nasals, que li dona una aparença molt característica; les plomes del coll i del cap són molt curtes, tenen una taca blanca distintiva que ocupa la coronil·la i el clatell, en la gola i la part superior el pit, presenta una lluentor oliosa, el color del plomatge, exceptuant la taca blanca del cap, és negre brillant.

## Distribució i hàbitat
És endèmica d'Eritrea, Somàlia i Etiòpia, habitant a les seves muntanyes i altiplans, en altures entre els 1500 i 2400 metres.